# Frank Olson
Frank Rudolph Olson (Hurley, 17 luglio 1910 – New York, 28 novembre 1953) è stato un biologo statunitense coinvolto nelle attività della CIA.
Impegnato nell'Istituto di ricerca medica sulle malattie infettive dell'esercito degli Stati Uniti a Camp Detrick, nel Maryland, dove collaborava anche allo sviluppo di armi batteriologiche e alle loro contromisure, a sua insaputa gli fu somministrata dalla CIA una dose di LSD, all'epoca sperimentata nell'ambito del progetto MKULTRA: questo evento, nove giorni dopo, lo portò a morire buttandosi dalla finestra al decimo piano del suo albergo di New York.
Il governo statunitense cercò di accreditare la sua morte dapprima come suicidio e successivamente come incidente, negando che si trattasse di un omicidio. Solo nel 1975 la Commissione d'inchiesta Rockfeller sulle attività della CIA, istituita dal presidente Gerald Ford, appurò che nel corso degli anni erano stati condotti degli studi sulle droghe su cavie umane, rivelando che anche Olson ne era stato vittima.

## Biografia
Olson nacque a Hurley, nel Wisconsin. Studiò all'Università del Wisconsin, dove ottenne una laurea (B.S.) e un dottorato (Ph.D.) in batteriologia. Sposato, ebbe tre figli: Eric, Nils e Lisa. Olson lavorò dapprima alla Purdue University nell'Indiana e, successivamente, come capitano nell'esercito degli Stati Uniti, all'interno dell'U.S. Army Chemical Corps. Una volta congedato venne assunto come dipendente civile dei U.S. Army Biological Warfare Laboratories, di stanza a Camp Detrick, da Ira Baldwin, all'epoca direttore scientifico del programma. Qui si dedicò allo sviluppo di aerosol come mezzo di diffusione del virus dell'antrace.
In seguito iniziò a lavorare come impiegato della CIA con il personale dei servizi tecnici dell'agenzia, gestiti da Sidney Gottlieb e dal suo vice Robert Lashbrook. Alcuni dei suoi colleghi della CIA erano coinvolti nel programma MKULTRA, precedentemente noto come Project Artichoke e, prima, Project Bluebird. Si trattava di un programma nato con lo scopo di esplorare il possibile uso delle droghe psicotrope per fini bellici e di spionaggio.
L'autore Ed Regis riferisce che l'incontro in cui fu somministrato l'LSD ad Olson si svolse a Deep Creek Lake, nel Maryland:

Deep Creek Lake era a tre ore di auto da Camp Detrick. Mercoledì mattina, 18 novembre 1953, circa una settimana prima del Ringraziamento, un gruppo della divisione SO, tra cui Vincent Ruwet, capo della divisione, John Schwab, Frank Olson, Ben Wilson, Gerald Yonetz e John Malinowski, partì per il ritiro ... Il gruppo Detrick è stato accolto nel lodge da Sid Gottlieb, dal suo vice Robert Lashbrook e da un paio di altri membri della CIA .... Il secondo giorno del ritiro, dopo cena, Gottlieb ha aggiunto in una bottiglia di Cointreau una piccola quantità di sostanza che lui e i suoi colleghi del TSS chiamarono fra di loro "serunina" ma che era in realtà dietilamide dell'acido lisergico, o LSD.

Olson chiese di abbandonare il programma di guerra biologica la settimana dopo l'incontro:

Ruwet fu sorpreso di vedere Olson alle 7:30 del mattino, ma gli chiese di entrare. Olson disse a Ruwet che era insoddisfatto della propria esibizione al ritiro, che stava vivendo notevoli dubbi su se stesso e che in effetti aveva deciso che intendeva essere fuori dagli affari della guerra batteriologica. Voleva lasciare Camp Detrick e dedicare la sua vita a qualcos'altro.

Successivamente Olson cadde vittima di una grave paranoia e di un esaurimento nervoso. La CIA lo mandò a New York per farsi visitare da uno dei loro medici, che raccomandò che Olson fosse messo in un istituto psichiatrico per il recupero. Il medico in questione era Harold Abramson, un allergologo-pediatra che stava aiutando la CIA nella ricerca psicotropica sugli effetti delle droghe. Il successivo rapporto della polizia affermò che, durante la sua ultima notte a Manhattan, Olson si gettò volontariamente dalla finestra della sua camera d'albergo al decimo piano dell'Hotel Statler, che aveva condiviso con Lashbrook, e morì poco dopo l'impatto.

## Indagini sulla morte
Sebbene la famiglia di Olson avesse riferito agli amici che Olson aveva subito "un esaurimento nervoso fatale" che ne aveva provocato la caduta, essa non era a conoscenza dei dettagli specifici che circondavano la tragedia, fino a quando la Commissione Rockefeller non rivelò nel 1975 alcune delle attività segrete della CIA, fra cui il Progetto MKULTRA.

### 1975
Nel 1975, a seguito delle indagini della commissione di inchiesta Rockfeller, il governo statunitense ammise che Olson era stato, a sua insaputa, drogato con LSD nove giorni prima della sua morte. Dopo che la famiglia ebbe annunciato l'intenzione di fare causa alla CIA per la morte di Olson, il governo offrì loro un accordo extragiudiziale con un risarcimento di 1.250.000 dollari, successivamente ridotto a 750.000. La famiglia accettò, ricevendo inoltre le scuse del presidente Gerald Ford e dall'allora direttore della CIA William Colby.

### 1994-1996
Nel 1994 uno dei figli di Frank Olson, Eric, fece riesumare il corpo del padre affinché fosse seppellito con quello di sua madre. La famiglia decise inoltre di eseguire una seconda autopsia. Il rapporto medico del 1953, completato immediatamente dopo la morte del dottor Olson, indicava che sul suo corpo c'erano tagli e abrasioni. Durante il nuovo esame autoptico, condotto da James Starrs, professore di giurisprudenza e scienza forense presso il National Law Center della George Washington University, il suo team cercò sul corpo eventuali segni di tagli e abrasioni, ma senza successo. Starrs riscontrò tuttavia un vasto ematoma sul lato sinistro della testa di Olson e un'ampia lesione al petto. La maggior parte della squadra concluse che il trauma da corpo contundente alla testa e la ferita al petto non si verificarono durante la caduta, ma molto probabilmente nella stanza d'albergo, in un momento antecedente ad essa (un membro della squadra dissentì). Starrs definì la prova "rude e fortemente indicativa di omicidio".
Nel 1996 Eric chiese al procuratore distrettuale degli Stati Uniti a Manhattan, Robert Morgenthau, di fargli sapere se il suo ufficio avrebbe aperto una nuova indagine. Stephen Saracco e Daniel Bibb dell'unità "cold cases" dell'ufficio, dopo aver raccolto delle informazioni preliminari, tra cui una deposizione di Lashbrook, conclusero che non vi era alcun caso convincente da inviare a una giuria. Nel 2001 lo storico canadese Michael Ignatieff scrisse un resoconto sulla vicenda per il New York Times Magazine.
Eric Olson affermò che le prove forensi della morte suggeriscono un metodo usato dalla CIA trovato nel primo manuale dell'assassinio che afferma: "l'incidente più efficace, in un semplice assassinio, è una caduta di 75 piedi o più su una superficie dura".

### 2012-2013
Il 28 novembre 2012, i figli di Olson, Eric e Nils, intentarono una causa presso il Tribunale distrettuale degli Stati Uniti a Washington D.C., al fine di ottenere un risarcimento per la morte del padre; l'intenzione era anche quella di avere accesso a documenti riservati, relativi alla vicenda, che la CIA aveva tenuto ancora nascosti. Il caso venne archiviato nel luglio 2013, in parte a causa dell'accordo del 1976 tra la famiglia e il governo.

## Riferimenti nella cultura di massa
- Nella puntata della serie televisiva Bones dal titolo Spaceman in a Crater (S2 E19), viene menzionato da Hodgins il caso di Frank Olson.
- Due eventi simili sono stati nominati nella serie televisiva JAG - Avvocati in divisa.
- Il poeta americano contemporaneo David Clewell ha scritto un libro di poesie, chiamato Conspiracy Quartet, in cui include una poesia su Olson e gli esperimenti con l'LSD.
- Un evento simile è citato nel film The Good Shepherd - L'ombra del potere.
- In una puntata dello show televisivo Unsolved Mysteries vengono esplorate le ipotesi e le voci sulla morte di Frank Olson.
- La miniserie Netflix intitolata Wormwood è incentrata sulla storia della misteriosa morte di Frank Olson.